# Leonie Kockel
Leonie Kockel (* 20. Januar 2000 in Witten) ist eine deutsche Handballspielerin, die mehrere Spielzeiten in der deutschen Bundesliga auflief.

## Karriere

### Im Verein
Leonie Kockel lief anfangs für die TSG Sprockhövel und die JSG Hattingen–Welper auf. Anschließend wechselte die Rückraumspielerin in den Jugendbereich von Borussia Dortmund. Ab dem Jahr 2018 gehörte Kockel dem Bundesligakader der Damenmannschaft an, für die sie in ihrer ersten Saison 20 Treffer erzielte. Zusätzlich lief sie in derselben Spielzeit für die 2. Mannschaft in der 3. Liga sowie für die A-Jugend in der A-Juniorinnen Bundesliga auf. Mit der A-Jugend gewann sie 2019 die deutsche Meisterschaft. Kockel warf im Finale den entscheidenden Treffer zum 22:21-Endstand gegen Bayer 04 Leverkusen. Im Sommer 2020 wechselte sie zum Ligakonkurrenten HSG Bensheim/Auerbach. Kockel verließ Ende Dezember 2023 die HSG Bensheim/Auerbach aus privaten und beruflichen Gründen. Anschließend schloss sie sich dem Zweitligisten Bergischer HC an. Nach der Saison 2024/25 wird sie ihre Karriere beenden.

### In Auswahlmannschaften
Kockel nahm im März 2015 mit der Auswahl des HV Westfalen an der DHB-Leistungssichtung teil, bei der sie in das All-Star-Team gewählt wurde. Im selben Jahr nahm Kockel mit der deutschen Jugendnationalmannschaft der Jahrgänge 1998 und jünger an der U-17-Europameisterschaft 2015 teil.
Kockel gewann im Jahr 2017 mit der Auswahl des HV Westfalen den DHB-Länderpokal. Im Rahmen der Veranstaltung wurde sie in das All-Star-Team berufen. Mit der Jugendnationalmannschaft ihres Jahrganges nahm sie 2017 ein weiteres Mal an der U-17-Europameisterschaft teil. Dieses Mal errang sie mit der deutschen Auswahl die Goldmedaille. Weiterhin nahm sie an der U18-Weltmeisterschaft 2018 und an der U19-Europameisterschaft 2019 teil.